# Spähkreuzer
Als Spähkreuzer wurde in der Kriegsmarine ein Typ von geplanten Leichten Kreuzern bezeichnet, welche Aufklärung- und Sicherungsdienste für die Flotte bzw. Großkampfschiffe leisten sollten.

## Geschichte

### Entwicklungsgeschichte
Zu Beginn des Jahres 1937 schlug das Marine-Konstruktionsamt ein Projekt zur Entwicklung eines Großzerstörers vor, welches abgelehnt wurde. Dies löste eine Entwicklung aus, welche in einem Schiff für die atlantische Verwendung mündete. Dieses sollte in der Bewaffnung Flottenzerstörern überlegen sein und feindlichen Kreuzern davonlaufen können.
Die Aufgaben des projektierten Schiffes lassen sich folgendermaßen umreißen:
- Begleitung und Sicherung von einzeln oder im Verband operierenden schweren Einheiten im Rahmen einer ozeanischen Seekriegsführung.
- Unterstützung der schweren Einheiten in der taktischen Kreuzerkriegführung, beispielsweise als geeignetes Kampfmittel gegen leichtere gegnerische Einheiten in der Geleitzugsicherung.
- Eigenständiger Einsatz im Kreuzerkrieg beim Auftauchen von nur schwacher gegnerischer Sicherung.

Der erste klar umrissene Entwurf erhielt die Bezeichnung Spähkreuzer 38. Dabei handelte es sich um einen Entwurf mit zwei Schornsteinen auf der Grundlage einer Einsatzverdrängung von 6.000 Tonnen. Neben drei 15-cm-Doppellafetten, eine vor der Brücke und zwei achtern, sollten auch zwei Fünffach-Torpedorohrsätze geführt werden. Eine gemischte Dampfturbinen- und Dieselmotorenanlage mit 77.500 WPS bzw. 14.500 PSe war geplant, mit welchem das Schiff 35 Knoten laufen können sollte. Mit 15 mm für das Deck, 18 mm für das innere Längsschott und 12 mm für andere Bereich wäre der Panzerschutz gering.
Änderungen dieses Entwurfes führten zum Spähkreuzer 39, welcher auf Grundlage der vergrößerten Abmessungen und Maximalverdrängung von nun 7.550 Tonnen eine stärkere Flugabwehrausstattung und eine bessere Panzerung erhielt. Der Nachteil für die stärkere Bewaffnung, welche nun auch ein Bordflugzeug einschloss, und die bessere Panzerung war ein Abfallen der Geschwindigkeit um drei Knoten, trotz einer Verstärkung der Antriebsleistung. Der Panzerschutz umfasste nunmehr einen 50 mm starken Gürtelpanzer in der Wasserlinie, maximal 25 mm für die Deckspanzerung und 12 mm für das innere Längsschott. Rein äußerlich unterschied sich der neue Entwurf von der Version von 1938 insofern, als sich zwei Türme vor der Brücke, einer achtern und ein Katapult – als Ersatz für die Torpedorohre – zwischen den Schornsteinen befand.
Der finale Entwurf, als Spähkreuzer 40 bezeichnet, war wiederum in den Abmessungen vergrößert. Es konnte  bei Beibehaltung der Antriebsleistung des Vorgängerentwurfs eine Steigerung der Höchstgeschwindigkeit erreicht werden. Im äußeren Erscheinungsbild lag der Hauptunterschied in der Umkehr der Turmordnung – einer vorn, zwei hinten –  und in der Wiederkehr der Torpedorohrsätze auf Kosten des Bordflugzeuges. Insgesamt stellte dieser Entwurf eine große Verbesserung zum Spähkreuzer 38 dar. Ihm lagen eine verbesserte Leistung, ein um 50 % größerer Aktionsradius und eine Flugabwehrausstattung – vergleichbar einem Leichten Kreuzer – zugrunde.
Die Designentwicklung des Spähkreuzer-Programms und ähnliche ausländische Schiffsklassen.
| Design                           | Spähkreuzer 38                | Spähkreuzer 39                | Spähkreuzer 40                | Arethusa-Klasse          | Dido-Klasse             | Capitani-Romani- Klasse | Tromp-Klasse             | Agano-Klasse                     |
| -------------------------------- | ----------------------------- | ----------------------------- | ----------------------------- | ------------------------ | ----------------------- | ----------------------- | ------------------------ | -------------------------------- |
| Land                             | Deutsches Reich               | Deutsches Reich               | Deutsches Reich               | Vereinigtes Königreich   | Vereinigtes Königreich  | Italien                 | Niederlande              | Japan                            |
| Standardverdrängung              | 5.037 t                       | 6.300 t                       | 6.500 t                       | 5.220 ts                 | 5.700 ts                | 3.810 t                 | 3.505 t                  | 6.652 t                          |
| Länge über alles                 | 152,2 m                       | 169,0 m                       | 169,0 m                       | 152,4 m                  | 156,1 m                 | 142,9 m                 | 131,98 m                 | 174,1 m                          |
| Breite                           | 14,62 m                       | 16,0 m                        | 16,0 m                        | 15,54 m                  | 15,4 m                  | 14,4 m                  | 12,42 m                  | 15,2 m                           |
| Tiefgang bei Standardverdrängung | 4,66 m                        | 4,9 m                         | 4,9 m                         | 4,21 m                   | 5,1 m (max)             | 4,9 m                   | 4,32 m                   | 5,63 m                           |
| Hauptbewaffnung                  | 6× 15,0 cm                    | 6× 15,0 cm                    | 6× 15,0 cm                    | 6× 15,2 cm               | 10× 13,3 cm             | 8× 13,5 cm              | 6× 15,0 cm               | 6× 15,2 cm                       |
| Flugabwehr                       | 2× 8,8 cm 8× 3,7 cm 8× 2,0 cm | 6× 8,8 cm 8× 3,7 cm 8× 2,0 cm | 4× 8,8 cm 8× 3,7 cm 8× 2,0 cm | 4× 10,2 cm 8× 12,7-mm MG | 8× 4,0 cm 8× 12,7-mm MG | 4× 3,7 cm, 4× 2,0 cm    | 4× 4,0 cm, 4× 12,7-mm MG | 4× 7,6 cm 10× 2,5 cm 4× 13-mm MG |
| Torpedos                         | 10× 53,3 cm                   | Keine                         | 10× 53,3 cm                   | 6× 53,3 cm               | 6× 53,3 cm              | 8× 53,3 cm              | 6× 53,3 cm               | 8× 61,0 cm                       |

### Bau
Im Februar 1939 verkündete die Seekriegsleitung, infolge des Z-Plans, die Wichtigkeit der Spähkreuzer für die ozeanische Kriegsführung. Dies sollte aber nicht zu Lasten des übrigen Schiffbauprogramms gehen.
Am 17. Februar 1941 erging ein Bauauftrag für drei Schiffe des Typs Spähkreuzer 40 an die Germaniawerft in Kiel unter den Bau-Nrn. 671 bis 673 (ursprünglich als Z40 – Z42 in Auftrag gegeben und annulliert) mit der Bezeichnung SP 1 bis SP 3. Im Dezember 1941 erfolgte die Auftragsvergabe für die Hauptantriebsanlage von SP 4 bis SP 6, aber bis April des folgenden Jahres waren die Bauarbeiten am Spähkreuzer-Programm eingestellt worden, da die Werftkapazitäten und das Material für den U-Bootbau benötigt wurden.

## Technische Beschreibung

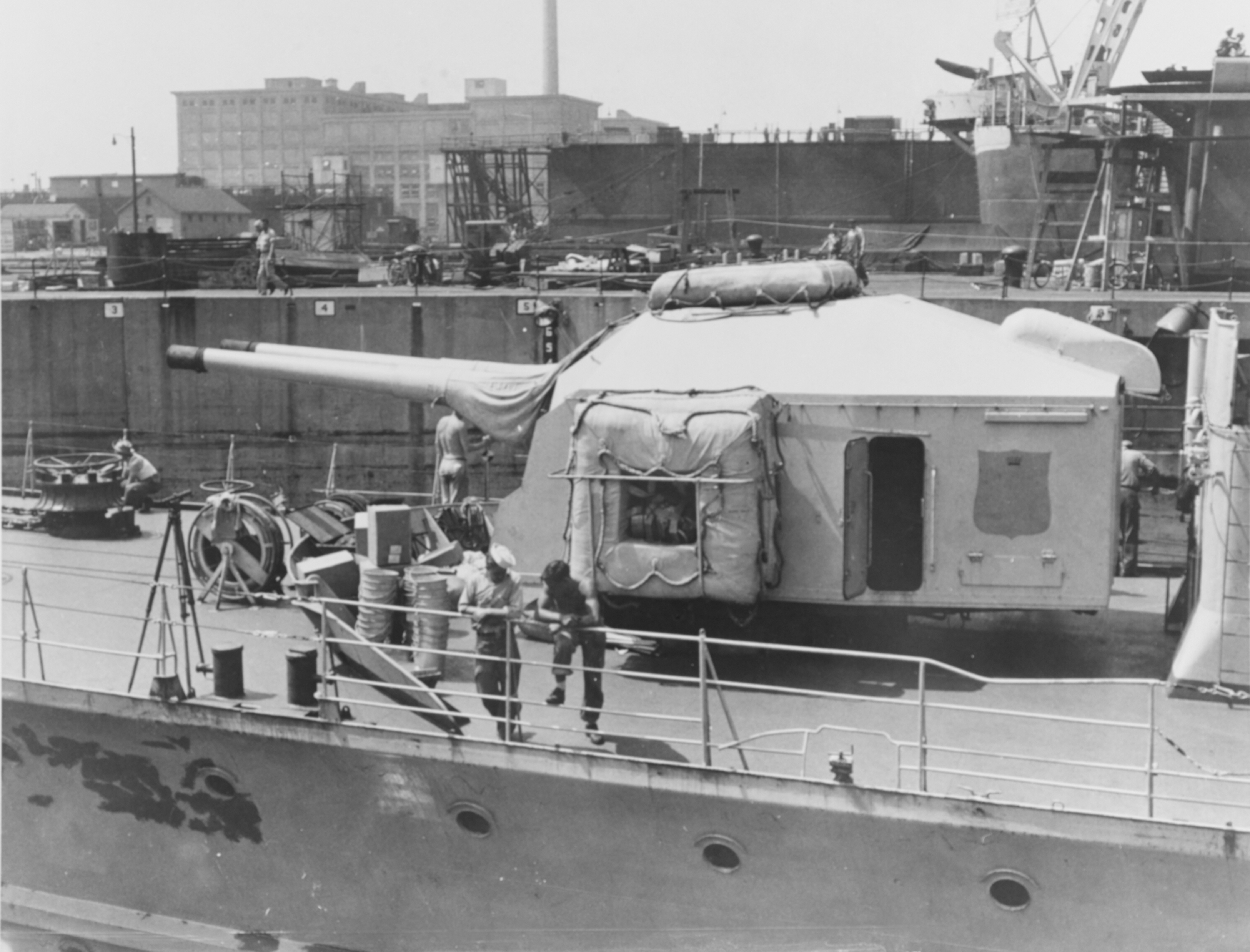
Seitenansicht eines 15-cm TBK C/36-Zwillingsturmes.

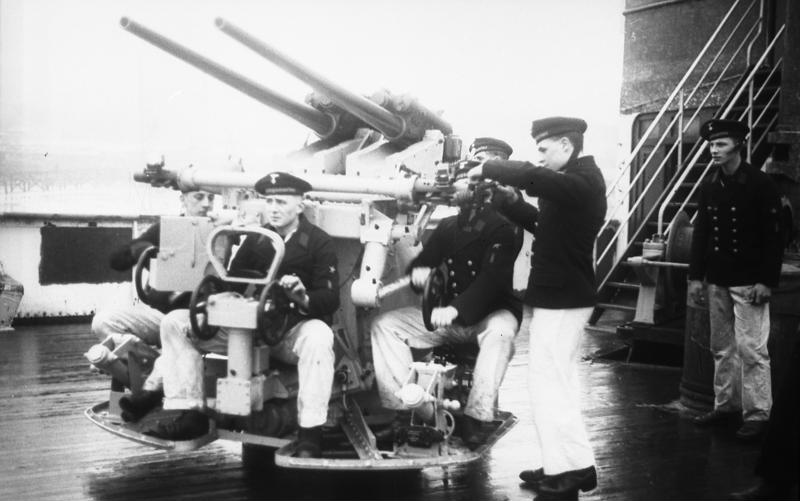
3,7-cm SK C/30 mit Bedienmannschaft.

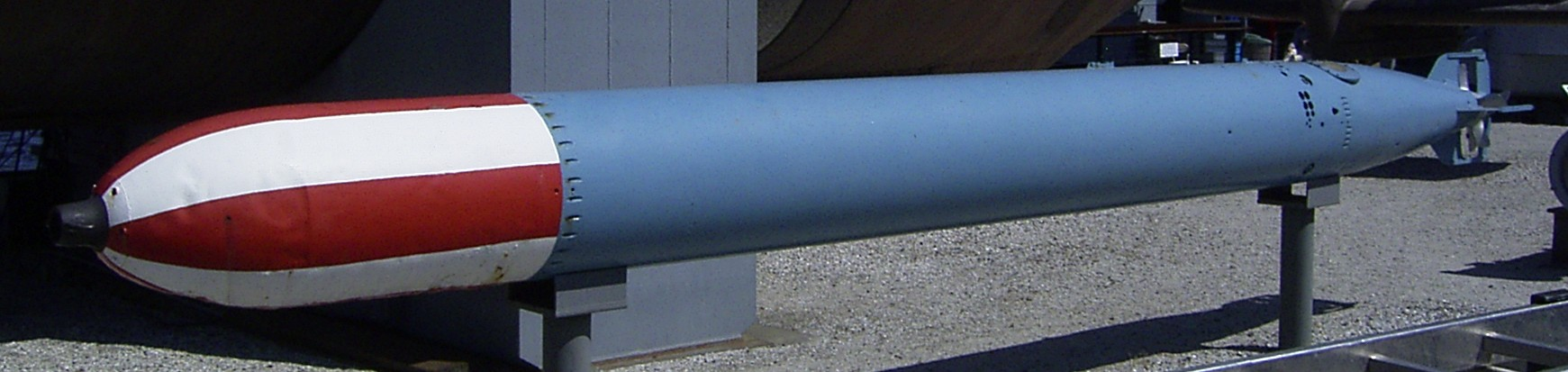
Torpedo des Typs G7a, hier als Übungstorpedo.

### Rumpf
Der Rumpf eines Spähkreuzers 1940, unterteilt in 17 wasserdichte Abteilungen, vollständig geschweißt und aus Schiffbaustahl ST 52 ausgeführt, hätte eine Länge über alles von 169 m, eine maximale Breite von 16 m und einen maximalen Tiefgang von 4,9 m besessen. Die geplante Standardverdrängung sollte sich auf 5.800 ts und die Einsatzverdrängung auf 7.500 ts belaufen.

### Bewaffnung

#### Artillerie
Als Hauptartillerie waren sechs 15-cm TbtsK C/36-Geschütze in drei Zwillingstürmen (Dopp.Dreh.L. C/38) geplant. Einer vor dem Brückenaufbau und zwei hinter den achteren Aufbauten, wobei der innere Turm so angeordnet worden wäre, dass er den äußeren überschießen konnte (sog. überhöhte Endaufstellung). Es waren die gleichen Geschütze wie bei der Hauptartillerie der Zerstörer des Typs 1936 A.

#### Flugabwehr
Zur Flugabwehr waren vier 8,8-cm SK C/32 Geschütze in zwei Doppellafetten (8,8 cm Dopp.L. C/32), acht 3,7-cm SK C/30 in Doppellafetten (Dopp.L. C/30) und acht 2-cm-Flak C/38 in Einzellafetten (MPL C/30) vorgesehen. Da die Bedrohung durch alliierte Flugzeuge zu diesem Zeitpunkt der Planung noch nicht dominierend war, wurde diese Anzahl an Flugabwehrgeschützen als ausreichend angesehen.

#### Torpedos
Die geplante Torpedobewaffnung hätte aus zwei, um 360° schwenkbaren, Fünffachtorpedorohrsätzen im Kaliber 53,3 cm bestanden. Diese hätten sich in Schiffsmittellinie, Mittschiffs zwischen den Schornsteinen, befunden und Torpedos des Typs G7a verschossen.

## Besatzung
Es war eine Besatzung von 18 Offizieren und 520 Unteroffizieren/Mannschaften (538 Mann) vorgesehen.